# Massimo Gaudioso
Massimo Gaudioso (Naples, le 18 février 1958) est un scénariste, réalisateur et acteur italien.

## Biographie
Après avoir obtenu un diplôme en Économie, Massimo Gaudioso s'installe d'abord à Milan, puis à Rome, où il travaille en tant que rédacteur, scénariste, et réalisateur free-lance. De 1983 à 1995, il réalise de nombreux documentaires, émissions de télévision, des vidéos d'entreprise, publicités, et jingles. En attendant, il assisté à différents cours et séminaires du directeur Nanni Loy , et Nikita Michalkov, et l'écriture de scénario avec Linda Seger, Ugo Pirro, Leonardo Benvenuti et Robert McKee.
En 1995, avec deux autres jeunes cinéastes, Eugenio Cappuccio, Fabio Nunziata, écrit, réalise, produit et interprèteIl Caricatore, un court-métrage en noir et blanc 16mm film,  qui a remporté de nombreux prix, et l'année suivante s'est développé comme un long métrage, et c'est aussi le gagnant de plusieurs prix, dont le Premio Holden pour le prix du meilleur scénario au Festival de cinéma de Turin, le Ciak d'or comme meilleur opera prima, le Premio Casa Rossa Bellaria comme le meilleur film indépendant de l'année, la plaque d'or de l'Anec et le Sacher d oro pour la production. En 1999, rejoint le trio, avec  Eugenio Cappuccio et Fabio Nunziata  leur deuxième long-métrage, La vita é una sola.

## Filmographie
- Il Caricatore (1995) - court - sujet, scénario et réalisation
- Il Caricatore (1996) - sujet, scénario et réalisation
- In caso di forza maggiore (1998) - court - scénario et réalisation
- La vita è una Sola (1999) - histoire, scénario et réalisation
- Estate romana (2000) - histoire et scénario
- L'Étrange Monsieur Peppino(2002) - histoire et scénario
- Primo amore (2004) - histoire et scénario
- L'Orchestra di Piazza Vittorio (2006) - collaboration pour le scénario
- Uno su due (2006) - scénario
- Il passato è una terra straniera (2008) - histoire et scénario
- Gomorra (2008) - scénario
- Il seme della discordia (2008) - collaboration au scénario
- Le Déjeuner du 15 août (2008) - co-scénario et direction artistique
- Benvenuti al Sud (2010) - scénario
- Tatanka (2011) - scénario
- È nata una star? (2012) - scénario
- La réalité (2012) - histoire et scénario
- La  città ideale (2012) - collaboration au scénario
- Il était le fils (2012) - histoire et scénario
- La logica delle cose (2013) - scénario
- La buca (2014) - histoire et scénario
- La scuola più bella del mondo (2014) - histoire et scénario
- 2015 : Tale of Tales réalisé par Matteo Garrone - scénario
- 2015 : Un paese quasi perfetto - réalisation et scénario
- 2016 : L'abbiamo fatta grossa  - scénario
- 2016 : Rafael - scénario
- 2017 : Tito e gli alieni de Paola Randi - scénario
- 2018 : Dogman, de Matteo Garrone (2018) - scénario
- 2020 : 18 regali, de Francesco Amato (2020) - scénario

## Prix et nominations
La European Film Awards
- 2008 - prix du Meilleur scénario pour Gomorra

Festival de Cannes
- 2008 - Grand Prix, prix Spécial du Jury pour Gomorra
- 2012 - Grand Prix Spécial du jury pour La Réalité

David di Donatello
- 2003 - prix du Meilleur scénario pour L'Étrange Monsieur Peppino
- 2009 - prix du Meilleur scénario pour Gomorra
- 2013 - Nomination meilleur scénario pour La Réalité
- 2016 - Nomination pour le meilleur scénario adapté pour Le conte des contes de fées, Tale of Tales
- 2019 : meilleur scénario original pour Dogman
- 2023 : meilleur scénario original pour La stranezza

Ruban d'argent
- 1998 - Nomination pour le meilleur nouveau réalisateur pour Il Caricatore
- 2003 - Nommé - meilleur sujet pour L'Étrange Monsieur Peppino
- 2005 - Nommé - meilleur sujet pour Primo amore
- 2011 - prix du Meilleur scénario pour  Benvenuti al Sud
- 2013 - Meilleur sujet pour La Réalité

Ciak d'oro
- 1997 - la Meilleure première œuvre pour Il Caricatore
- 2009 - prix du Meilleur scénario pour Gomorra
- 2013 - Nomination meilleur scénario pour La Réalité

D'autres prix
- 1996 - Prix CinemAvvenire -Meilleur film - Festival de Turin - Il Caricatore
- 1996 - Prix Holden -Meilleur scénario - Festival de Turin - Il Caricatore
- 1995 - le Pardo de l'avenir et le prix du public de la jeunesse au Festival de Locarno - Il Caricatore